# Cornelis Norbertus Gijsbrechts
Cornelis Norbertus Gijsbrechts eller Gysbrechts (virksom fra 1657 – efter 1675) var en flamsk maler med virke i det Sydlige Nederlande, Tyskland, Danmark og Sverige. Hans specialitet var trompe l’oeil (fr. ’øjenbedrag’), en kunstnerisk genre der narrede samtidens betragter til at tro, at de malede, todimensionelle illusioner var virkelige, tredimensionelle genstande.

## Liv og virke
Det vides ikke med sikkerhed, hvor og hvornår Gijsbrechts blev født, og hans virke i de sidste leveår er også udokumenterede, ligesom hans navn ikke nævnes i den samtidige kunsthistoriske litteratur. Hans ældste kendte maleri er dateret 1657. Han befandt sig formentlig i Tyskland i begyndelsen af 1660’erne, blandt andet i Regensburg hvor han kan have været i kejser Leopold I's tjeneste, men dette vides ikke med sikkerhed. Omkring 1664 eller 1665 formodes det, at Gijsbrechts tog til Hamburg, hvor han opholdt sig i et par år.
Gijsbrechts kom til Danmark senest i 1668, og var her ansat som hofmaler for den danske enevældskonge Frederik 3. i tiden 1668-70, og herefter for Christian 5. i 1670-72. Han havde atelier i Kongens Have ved Rosenborg Slot, og fra 1670 kaldte han sig kongelig hofmaler. I perioden 1670-72 fik han betaling for flere malerier, bl.a. til Rosenborg. Efter at han forlod København menes han at have været i Stockholm, hvor han i 1673 udførte en stor brevvæg bestilt af byens borgerskab. I 1675 var han atter i Tyskland, fra hvilket år det seneste kendte arbejde fra hans hånd stammer. Efter dette år vides stort set intet om hans færden.
Gijsbrechts malede i sine fire år i København omkring 22 trompe l’oeil fremstillinger, hvoraf 19 i dag findes i Statens Museum for Kunsts samling. I alt er der kun ca. 70 værker, der med sikkerhed kan tilskrives Gijsbrechts, og det er derfor enestående at hele 22 værker opholder sig i København den dag i dag. Ud over de 19 på SMK findes to værker på Rosenborg og et enkelt på Det Nationalhistoriske Museum på Frederiksborg Slot. Den københavnske samling betragtes som den største og vigtigste Gijsbrechts-samling, der findes.

## Genrer, motiver og slægtsskaber
Gijsbrechts malede næsten udelukkende trompe l'oeil og vanitasbilleder, der var yndet i anden halvdel af 1600-tallet. 
Det tidligste kendte værk af Gijbrechts er et vanitas-stilleben fra 1657. Frem til 1662 arbejdede han hovedsageligt i denne genre. Som regel består hans vanitas-stilleben af ophobninger af traditionelle symboler på livets forgængelighed, fx et kranie med en krans af strå, blomster i en vase, et nedbrændt lys og et timeglas, der peger på at menneskelivets tid er afmålt.
Efter 1662 forlod Gijsbrechts de rene vanitas-stilleben, og lod nu disse motiver indgå som delelementer i mere komplekse trompe l’oeil kompositioner, fx i de såkaldte ateliervægge, brevvægge, bræddevægge med jagtredskaber og musikinstrumenter og ”chantournés”, der tager øjenbedraget et skridt videre, idet det bemalede træ eller lærred også er udskåret i en form, der skal narre betragteren til at tro, at det er en tredimensionel genstand man står overfor. For at illusionen skulle virke overbevisende, malede Gijsbrechts primært motiver og genstande, der naturligt indgik i kongehusets omgivelser, og så tæt på naturlig størrelse som muligt.
Stilistisk er han påvirket af hollænderen Jan Davidsz. de Heem. Hans værker er tidligere blevet forvekslet med arbejder af Franciscus Gijsbrechts. 

## Malerier til kongens Perspektivkammer
De fleste af de 22 malerier, som Gijsbrechts malede i København, var til kongens Perspektivkammer. Det Kongelige Kunstkammer omfattede bl.a. et såkaldt Perspektivkammer, der viste et udvalg af trompe l’oeil malerier, perspektivkasser og arkitekturbilleder udført efter centralperspektivet. ”Det var en helt særlig velkomst, den besøgende fik i København, vittig og legende, fuld af forunderlige overraskelser i trompe l’oeilernes bedrag og perspektivkassernes (for en 1600-talsbetragter helt hokuspokusagtige) tredimensionalitet.” En inventarliste fra 1690 opregner, at hele 15 af Perspektivkammerets 29 malerier var af Gijsbrechts.

## Galleri
- Trompe l'oeil. Et skab i kunstnerens studie
- Quodlibet
- Opstilling med selvportræt
- Trompe l'oeil
- Vanitas Stillleben